# カッシアーノ・ジアス・モレイラ
カッシアーノ（Cassiano）こと、カッシアーノ・ジアス・モレイラ（Cassiano Dias Moreira 、1989年6月16日 - ）は、ブラジル・ポルト・アレグレ出身のプロサッカー選手。ポジションは、フォワード。

## クラブ歴
2017年1月、FCアクトベへローン移籍で加入した。
2017年6月30日、グレミオに加入。

## タイトル
エスポルチーヴォ
- カンピオナート・ガウショ・セリエA2: 2012

インテルナシオナル
- カンピオナート・ガウショ: 2013

フォルタレーザ
- カンピオナート・セアレンセ: 2015

ゴイアス
- カンピオナート・ゴイアーノ: 2016